# Ermita de Sant Miquel (Nules)
L'ermita de Sant Miquel (també anomenada Ermita de Sant Miquel El Fort) està situada a la població de Nules a la Plana Baixa.
Actualment, l'ermita alberga El Museu de Medallística "Enrique Giner".

## Història
Es va construir entre l'any 1752 i 1757, por ordre dels marquesos de Nules, per a substituir la que, a mitjans del segle xv, havia manat construir Francesc Gilabert de Centelles, el senyor de la baronia de Nules.
De l'antiga construcció solament es conserva la capella central. De planta heptagonal en el seu exterior i circular en l'interior, és un dels pocs exemples del barroc desornamentat, avantpassat de l'arquitectura neoclàssica, que es conserva a la regió.
L'obra és atribuïda a l'arquitecte valencià Antoni Gilabert, tenint constància de què en la mateixa treballaren els Pujante, mestres d'obres a Nules. En l'època en què fou construïda era arquitecte dels marquesos de Nules el també arquitecte valencià Felip Rubio.
L'any 1808 fou ocupada pel general Suchet, qui instal·là en ella el quarter de les tropes napoleòniques, motiu pel qual se la coneix com l'ermita del "Fort". Després de l'ocupació francesa l'ermita fou abandonada passant a una propietat privada.
El Museu de Medallística comença en funcionament el 10 de juny de 1995, dia en el que s'innagurà.